# Kent (Ohio)
Kent ist eine City in Ohio, USA. Das U.S. Census Bureau ermittelte bei der Volkszählung 2020 eine Einwohnerzahl von 28.215.
Kent ist der Hauptsitz der Kent State University.

## Lage
Kent liegt am Cuyahoga River im Portage County im Nordosten Ohios, rund eine Stunde Fahrzeit südöstlich von Cleveland. Größere Städte in der Nachbarschaft sind Akron und Canton. Die nächstgelegenen Flughäfen sind der Akron-Canton Regional Airport sowie der Hopkins International Airport bei Cleveland.

## Geschichte
Die Gegend des heutigen Kent wurde ab 1805 besiedelt. Am Ufer des Cuyahoga wuchs ein Dorf (mit zwei Ortsteilen, Carthage und Franklin Mills), das in den 1830er-Jahren durch den Bau des Pennsylvania and Ohio Canal einen ersten Boom erfuhr. 1863 erhielt die Siedlung Anschluss an die Atlantic & Great Western Railroad. Der Kanal konnte hinsichtlich Schnelligkeit und Effizienz nicht mit der Eisenbahn konkurrieren und verlor beizeiten wieder seine wirtschaftliche Bedeutung für das Dorf. Dafür entwickelte sich die Siedlung zu einer wichtigen Station der Ost-West-Linie der Atlantic & Great Western Railroad. Zu Ehren von Marvin Kent, einem einheimischen Geschäftsmann, der sich maßgeblich um die Eisenbahnanbindung bemüht hatte, wurde die Siedlung 1863 in Kent umbenannt. Im Jahr 1867 wurde das Dorf amtlich als Gemeinde anerkannt. Die Depression der 1930er-Jahre führte zur Aufgabe des Eisenbahnbetriebs. Allerdings war mittlerweile die Kent State University fest etabliert und wurde schließlich zum Lebensnerv der lokalen Wirtschaft.
Im Jahr 1970 geriet die Stadt wegen des „Kent-State-Massakers“ in die internationalen Schlagzeilen, als am 4. Mai an der Kent State University vier Studenten während einer Demonstration gegen den Vietnamkrieg von der Nationalgarde grundlos erschossen werden.

### Einwohnerentwicklung
| Jahr | Einwohner¹ |
| ---- | ---------- |
| 1980 | 26.164     |
| 1990 | 28.835     |
| 2000 | 27.906     |
| 2010 | 28.904     |
| 2020 | 28.215     |

¹ 1980–2020: Volkszählungsergebnisse

## Universität
Mit über 34000 Studenten ist die Kent State University (nach der Ohio State University und der University of Cincinnati) die drittgrößte Universität Ohios. Sie gilt als eine der renommierteren staatlichen Hochschulen. Die Universität ging aus der 1910 gegründeten „Kent Normal School“ hervor, einem Institut zur Lehrerausbildung. Weltruf genießt das interdisziplinäre Liquid Crystal Institute. Es wurde 1965 gegründet und ist heute eines der führenden Zentren der grundlagen- und anwendungsorientierten Forschung auf dem Gebiet der Flüssigkristalle.

## Sonstiges
Eine Geschichte, die wohl jeder Gast in Kent mehrmals zu hören bekommt, ist der berühmte Brand des Cuyahoga: Der Fluss war über Jahrzehnte eine chemikalienverseuchte Kloake, und treibender Unrat und Ölteppiche gerieten öfters in Brand. Das besonders spektakuläre Feuer am 22. Juni 1969 erregte nationales Aufsehen, was in der Folge zu einer wesentlichen Verschärfung der Umweltgesetzgebung führte (Das Time Magazine schrieb damals über den Fluss: »Ein Mensch ertrinkt nicht, sondern löst sich eher auf«).

## Söhne und Töchter der Stadt
- Lucius Fairchild (1831–1896), Gouverneur von Wisconsin
- Martin Davey (1884–1946), Gouverneur von Ohio
- Paul L. Patterson (1900–1956), Gouverneur von Oregon
- Robert E. Cook (1920–1988), Politiker